# Kastro (rapper)
Katari Terrance Cox (New York, 30 december 1976), beter bekend als Kastro, is een Amerikaans rapper die lid is van de rapgroep Outlawz. 

## Biografie
Kastro en zijn vriend E.D.I. Mean (die klasgenoten waren op de middelbare school) verhuisden in 1990 van New York naar Los Angeles, waar zij samen met Yaki Kadafi een raptrio, THORO Headz, vormden. Daar rapte hij onder de alias K-Dog. Later verschenen de drie op tracks van de neef van Yaki Kadafi, de beroemde rapper 2Pac /Makaveli , zoals Hit Em Up, Outlaw en So Many Tears. Ze vormden samen met nog een aantal rappers de groep Outlawz. 2Pac gaf alle leden uit de groep namen naar Amerikaanse staatsvijanden. Kastro werd vernoemd naar de Cubaanse president Fidel Castro.
Na de dood van 2Pac gingen de Outlawz door met het maken van tracks, maar solo heeft Kastro nooit een grote carrière gemaakt. Hij heeft enkele albums uitgebracht die maar matig verkochten, waarna hij besloot om enkel als lid van de Outlawz door te gaan met rappen.

## Discografie
- 2002 - Album
- 2006 - Kastrofobia Mixtape